# Droga wojewódzka 820
Die Droga wojewódzka 820 (DW 820) ist eine 30 Kilometer lange Droga wojewódzka (Woiwodschaftsstraße) in der polnischen Woiwodschaft Lublin, die Łęczna mit Sosnowica verbindet. Die Strecke liegt im Powiat Łęczyński und im Powiat Parczewski.

## Streckenverlauf
Woiwodschaft Lublin, Powiat Łęczyński
-  Łęczna (DK 82, DW 813, DW 829)
- Ludwin
- Dratów
- Dąbrowa
- Rogóźno

Woiwodschaft Lublin, Powiat Parczewski
- Nowy Orzechów
- Stary Orzechów
-  Sosnowica (DW 819)